# Nicolai Johannsen
Nicolai Johannsen, ursprungligen Nicolay Johannsen, född 17 december 1885 i Østre Aker, död 13 september 1935, var en norsk skådespelare.
Johannsen debuterade på Fahlstrøms teater 1907 och var 1907–1908 engagerad vid Nationalturnén. Mellan 1909 och 1911 verkade han vid Centralteatret och därefter följde spridda engagemang, bland annat vid Stavanger teater omkring 1916. Han filmdebuterade hos Nordisk Film 1913 och blev snabbt en av bolagets ledande stjärnor. De två följande åren medverkade han i 24 filmer, övervägande i huvudroller. Han medverkade också i 13 svenska filmer 1915–1917 och två norska 1926 och 1928.

## Filmografi (urval)
- 1915 – Kampen om en Rembrandt
- 1915 – Minlotsen
- 1915 – Madame de Thèbes
- 1916 – Politik och brott
- 1916 – Kärlekens irrfärder
- 1916 – Guldspindeln
- 1916 – Brandsoldaten
- 1916 – Millers dokument
- 1916 – I elfte timmen
- 1916 – Hennes kungliga höghet
- 1916 – Enslingens hustru
- 1917 – Värdshusets hemlighet
- 1917 – Chanson triste
- 1926 – Baldevins bryllup
- 1926 – Cafe X